# Penkimia nagalandensis
Penkimia nagalandensis là một loài thực vật có hoa trong họ Lan. Loài này được Phukan & Odyuo mô tả khoa học đầu tiên năm 2006.